# Capella de Vinyés
La Capella de Vinyés, Capella del Vinyers o Mare de Déu de l'Anunciació, és una obra d'Avinyó (Bages) protegida com a bé cultural d'interès local.

## Descripció
Petita capella situada a la masia del Vinyés advocada a l'Anunciació. És de planta rectangular, d'una sola nau, absis pla i teulada a dues vessants. A la façana principal hi ha una porta d'arc de mig punt amb grans dovelles, a sobre hi ha un petit òcul i corna la façana un campanar d'espadanya d'un sol ull.